# Stefan Janos
Stefan Janos (slowakisch Štefan Jánoš, * 22. Dezember 1943 in Kuchyňa, Slowakei) ist ein slowakisch-schweizerischer Physiker, emeritierter Professor für Tieftemperaturphysik und Begründer der Tieftemperaturphysik in der Slowakei.

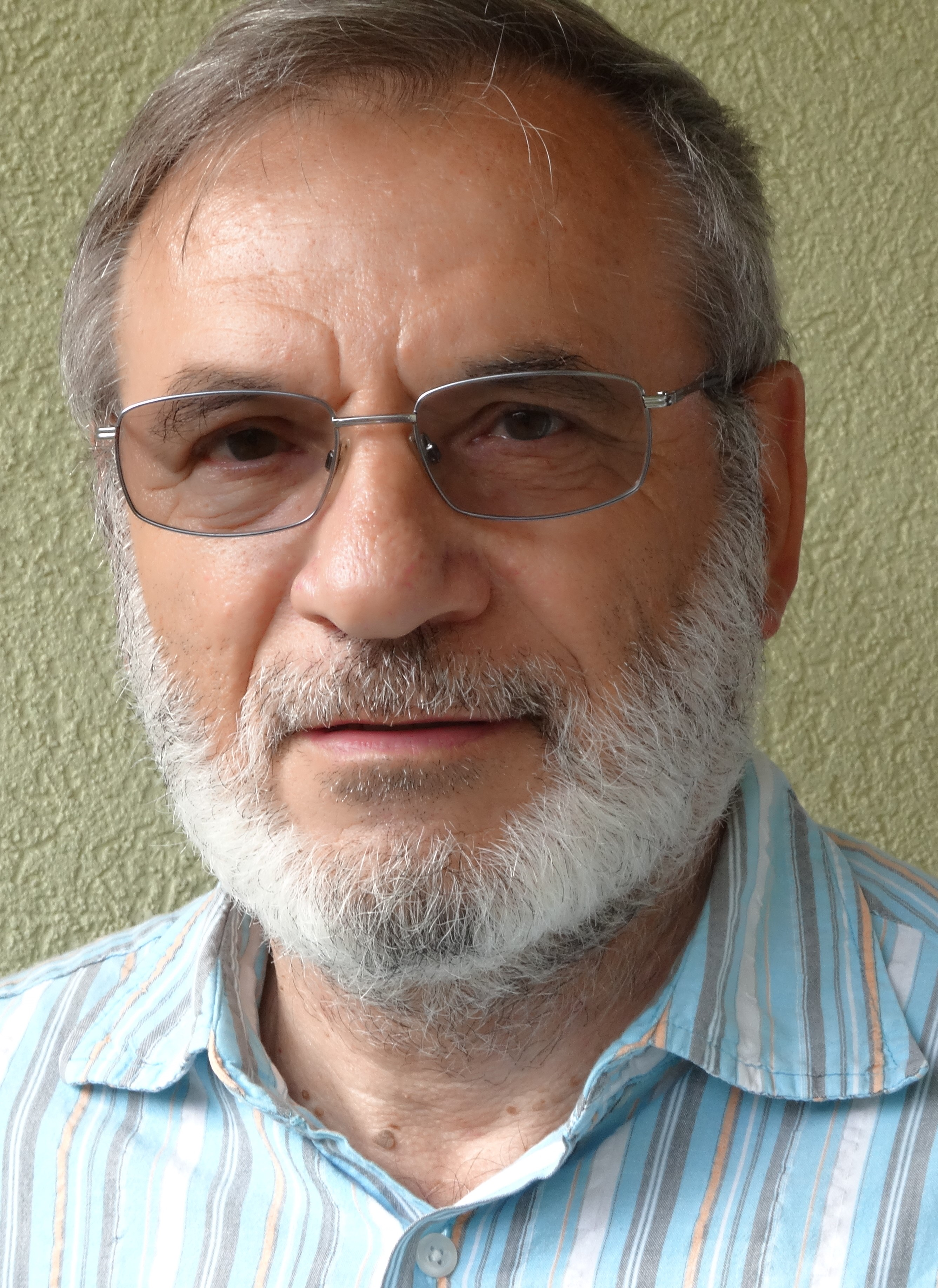
Stefan Janos

## Leben
In den Jahren 1950 bis 1958 besuchte er die Grundschule in Suchohrad und Záhorská Ves. 1961 absolvierte er das Gymnasium in Malacky. Von 1961 bis 1966 studierte er an der Fakultät für Technik und Kernphysik der Tschechischen Technischen Universität in Prag. Im Jahr 1966 präsentierte er seine Dissertation über die spezifische Wärme von Eisen-Cobalt-Legierungen im Temperaturbereich von 1,4 bis 4,2 Kelvin.
Die einjährige Wehrpflicht im Jahre 1966 absolvierte er im Forschungs- und Prüfzentrum des Verteidigungsministeriums in Brünn. 1967 trat er das Amt des Assistenten in der Fakultät für Naturwissenschaften an der Pavol-Jozef-Šafárik-Universität Košice (UPJŠ) in Košice. 1970 absolvierte er einen Studienaufenthalt am B. Verkin Institute for Low Temperature Physics and Engineering der Ukrainischen Akademie der Wissenschaften, in Charkiw bei Boris Eselson. Er studierte dort die Eigenschaften von 3He-Atomen im supraflüssigen Zustand in 4He bei 0,3 K. Etwa zwei Jahre später führte ihn ein anderes Stipendium an die Aalto-Universität von Helsinki in das Labor von Olli V. Lounasmaa. 1976 wurde Janos über das Thema seiner Dissertation Studium der Magnon-Komponente der thermischen Leitfähigkeit von Stoffen mit magnetischer Eigenschaften promoviert. Von 1976 bis 1980 arbeitete er an der Fakultät für Naturwissenschaften der UPJŠ in Košice. Von 1980 bis 1984 war Janos Leiter der Abteilung für Tieftemperaturphysik in Košice. Er erforschte supraflüssiges 3He, die Punkt-Kontakt-Spektroskopie von Metallen, die Anwendung von tiefen Temperaturen in der Augenheilkunde, Gynäkologie und Plastischen Chirurgie und betätigte sich im Bau von verschiedenen kryogenen Apparaten. Im Jahr 1982 wurde Janos auf Grund der Erforschung der thermischen Leitfähigkeit von Ce, Pr, Nd, Sm, Eu im Temperaturbereich von 0,5 bis 10 K habilitiert.
Von 1984 bis 1990 arbeitete er an der Mathematisch-Physikalischen Fakultät der Comenius-Universität in Bratislava. Er hielt Vorlesungen über Optik und  Problemen der Tieftemperaturphysik. Seine wissenschaftliche Forschung konzentrierte sich auf Suprafluidität des 3He in 300 µK. Er studierte dünne Schichten des Hochtemperatur-Supraleiters REBaCuO (RE = Y, Dy, Ho, Gd, Sm, Nd, Eu).
Vom 15. Juni 1990 bis 1994 arbeitete er als Assistant Professor im Labor für Hochenergiephysik an der Universität Bern in der Schweiz. Er beteiligte sich an der Entwicklung des SSG-Detektors (Superheated Superconducting Granules) für Neutrinos und dunkle Materie im Universum. Testmessungen wurden am Paul-Scherrer-Institut in der Schweiz realisiert. Seine experimentellen Arbeiten widmeten sich der Übergangsphase in supraleitenden Sn-, Zn-, In- und Al-Kügelchen und In- und Al-Mikrostrukturen, sowie SQUIDs (Superconducting Quantum Interference Device).
Vom 1. April 1994 bis 1997 arbeitete er als Dozent an der Universität Bern. Er beteiligte sich an der Entwicklung und dem Bau des Detektors ORPHEUS und an der experimentellen Untersuchung von supraleitenden Mikrostrukturen Janos führte Praktika in Physik für Studierende der Chemie, Biochemie und Pharmazie durch. Er hielt Vorlesungen über Suprafluidität, Supraleitung und die Physikalischen Eigenschaften von Festkörpern bei tiefen Temperaturen für Studierende der Physik und Astronomie. Er beteiligte sich an der Entdeckung des sogenannten Lazarus-Effekts (1997), welcher die Funktionalität von Silizium-Detektoren, die einer starken Strahlung ausgesetzt worden waren, wiederherstellte.
Am 17. Februar 2004 wurde Janos die Schweizer Staatsbürgerschaft erteilt. Ab 1. März 2004 war er Professor an der Universität Bern. Bis 2009 hielt er dort Vorlesungen und Praktika. Zwischen 2006 und 2009 beteiligte er sich an der Installation eines zentralen Systems für flüssiges Argon, und  Kryostaten für die Time Projection Chamber zum Nachweis von Elementarteilchen im Laboratorium für Hochenergiephysik an der Universität Bern. Am 1. Februar 2009 trat er in den Ruhestand.

## Auszeichnungen
1988 erhielt Janos den Preis der Slowakischen Akademie der Wissenschaften für Anwendungen der Punkt-Kontakt-Spektroskopie. 2003 wurde er mit der Ehrenplakette von Dionyz Ilkovič – der Slowakischen Akademie der Wissenschaften – für Verdienste in der Forschung in physikalisch-chemischen Wissenschaften, im Bereich der Tieftemperaturphysik am Institut für Experimentalphysik (IE) der Slowakischen Akademie der Wissenschaften, an der UPJŠ und für die Entwicklung von supraleitenden Detektoren zum Nachweis von Elementarteilchen an der Universität Bern, geehrt.
Im Jahr 2009 wurde  ihm die Goldmedaille der PF UPJŠ in Kosice für die Gründung der Tieftemperaturphysik an der Fakultät und seinen Beitrag zur Entwicklung der Universität überreicht.
Im selben Jahr wurde er mit der Goldenen Plakette der Slowakischen Akademie der Wissenschaften in Košice anlässlich des 40. Jahrestag der Gründung des IE geehrt. Er ist Ehrenmitglied der Slowakischen Physikalischen Gesellschaft.

## Publikationen
- als Mitautor: Physics in Experiments. VEDA, Bratislava 1997, ISBN 80-224-0483-7. (englisch)
- Tieftemperaturphysik. ALFA, Bratislava 1980. (slowakisch)
- als Mitautor: Physik in Experimenten. VEDA, Bratislava 1997. (slowakisch)
- Svet v Blízkosti absolútnej nuly. ALFA, Bratislava, 1990, ISBN 80-05-00045-6. (slowakisch)